# Enicospilus bicoloratus
Enicospilus bicoloratus är en stekelart som beskrevs av Cameron 1912. Enicospilus bicoloratus ingår i släktet Enicospilus och familjen brokparasitsteklar. Inga underarter finns listade i Catalogue of Life.